# 金英姬
金英姬（韓語：김영희，1963年5月17日—2023年1月31日），韩国女子篮球运动员。她曾代表韩国国家队参加1984年夏季奥林匹克运动会篮球比赛，获得一枚银牌。她也曾参加1982年和1986年亚洲运动会。